# Delachauxiella insignis
Delachauxiella insignis is een eenoogkreeftjessoort uit de familie van de Canthocamptidae. De wetenschappelijke naam van de soort is voor het eerst geldig gepubliceerd in 1918 door Delachaux.